# Croquet
Croquet is een balsport met als doel als eerste een bal, met behulp van een houten hamer, door poortjes te slaan tot men  bij de eindpaal komt. Het wordt doorgaans op een goed onderhouden, kort geschoren grasmat gespeeld.

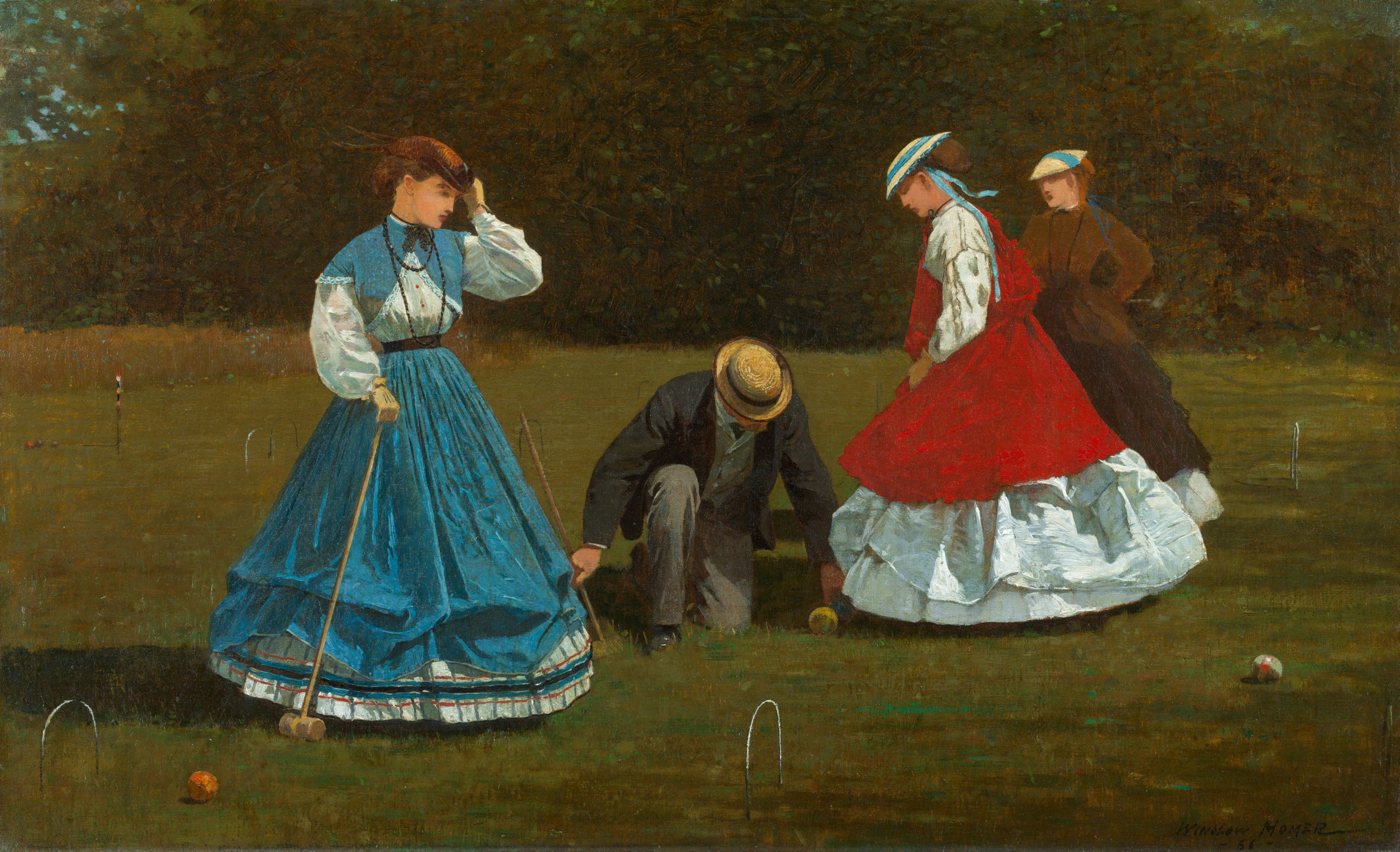
Croquet

## Geschiedenis
Croquet is verre familie van het maliespel, (en dus) afkomstig uit het noorden van Frankrijk, en is geen directe familie meer van het colfspel. Bij de slag staat de speler immers naast of achter de bal en dus niet noodzakelijkerwijze haaks op de spellijn. Ook het oude klo(t)sspel wordt weleens als de voorloper van het croquet aangemerkt.
Croquet heet de eerste volledig gelijkwaardig gemengde buitensport te zijn. Het verspreidde zich over alle Engelse dominions en werd populair, mede dankzij de opkomst van het fenomeen vrije tijd. Zo zijn er in Australië thans evenveel geregistreerde croquetspelers als roeiers. In 1900 was croquet een olympische sport, maar het verdween van de olympiade door de opkomst van het tennis. In 2012 zijn dertig landen uit 5 continenten aangesloten bij de wereldcroquetfederatie.
In de Verenigde Staten bestaat een spelvariant met dezelfde uitrusting. Golf croquet is een meer ontspannen, eenvoudiger vorm van het spel. Er bestaat ook Oudengels miniatuur spelmateriaal voor een indoor- of tafelversie van croquet.
Aanvankelijk was croquet vooral een spel voor beter gesitueerden. In Engeland wordt het nog steeds voornamelijk gespeeld in privé-clubs, maar het lidmaatschap daarvan staat tegenwoordig vrij open. Het spel werd aanvankelijk met twee einddoelen en negen beugels gespeeld en begon zijn opmars na de wereldtentoonstelling in 1851 als het Ierse Crooky.

## Spelregels
Nu kent het spel officieel slechts één paaltje als doel en telt daar omheen zes poortjes, hoops, ofwel bogen.
Op een vrij groot veld worden gekleurde houten ballen met een houten hamer, mallet genoemd (vergl. maille bij het maliespel), in zo weinig mogelijk slagen in een bepaalde volgorde een of meer keren door alle bogen geslagen naar het paaltje centraal op het speelveld, de eindspies. Er zijn twee partijen met eigen kleuren ballen. Men speelt een of twee ballen en hanteert ook een handicapsysteem.